# Санту-Антониу-дус-Лопис

Санту-Антониу-дус-Лопис на карте штата.

Санту-Антониу-дус-Лопис (порт. Santo Antônio dos Lopes) — муниципалитет в Бразилии, входит в штат Мараньян. Составная часть мезорегиона Центр штата Мараньян. Входит в экономико-статистический микрорегион Медиу-Меарин. Население составляет 14 288 человек на 2010 год. Занимает площадь 770,923 км². Плотность населения — 18,53 чел./км².

## Демография
Согласно сведениям, собранным в ходе переписи 2010 г. Национальным институтом географии и статистики (IBGE), население муниципалитета составляет:
| Полное население                               | Полное население                               | Полное население                               | Полное население                               | 14 288 |
| ---------------------------------------------- | ---------------------------------------------- | ---------------------------------------------- | ---------------------------------------------- | ------ |
| в том числе:                                   | Городское население                            | 5732                                           | Процент городского населения, %                | 40,12  |
|                                                | Сельское население                             | 8556                                           | Процент сельского населения, %                 | 59,88  |
|                                                | Мужское население                              | 7190                                           | Процент мужского населения, %                  | 50,32  |
|                                                | Женское население                              | 7098                                           | Процент женского населения, %                  | 49,68  |
| Плотность населения, чел/км²                   | Плотность населения, чел/км²                   | Плотность населения, чел/км²                   | Плотность населения, чел/км²                   | 18,53  |
| Население муниципалитета в % к населению штата | Население муниципалитета в % к населению штата | Население муниципалитета в % к населению штата | Население муниципалитета в % к населению штата | 0,22   |

По данным оценки 2016 года, население муниципалитета составляет 14 253 жителя.

## История
Город основан 30 декабря 1961 года. 

## Статистика
- Валовой внутренний продукт на 2003 год составляет 17 686 082,00 реалов (данные: Бразильский институт географии и статистики).
- Валовой внутренний продукт на душу населения на 2003 год составляет 1246,90 реалов (данные: Бразильский институт географии и статистики).
- Индекс развития человеческого потенциала на 2000 год составляет 0,576 (данные: Программа развития ООН).